# Haumaniastrum polyneurum
Haumaniastrum polyneurum là một loài thực vật có hoa trong họ Hoa môi. Loài này được (S.Moore) P.A.Duvign. & Plancke mô tả khoa học đầu tiên năm 1959.